# Srebrnikowate (owady)
Srebrnikowate (Chamaemyiidae) – rodzina muchówek z podrzędu krótkoczułkich.
Larwy są drapieżne. Polują na pluskwiaki piersiodziobe, np. mszyce i czerwce. Niektóre gatunki wykorzystuje się do biologicznego zwalczania szkodników.
Do srebrnikowatych należą dwie podrodziny: Chamaemyiinae i Cremifaniinae. Rodzina kosmopolityczna. W Polsce stwierdzono 22 gatunki (zobacz: srebrnikowate Polski).

## Budowa

### Owady dorosłe

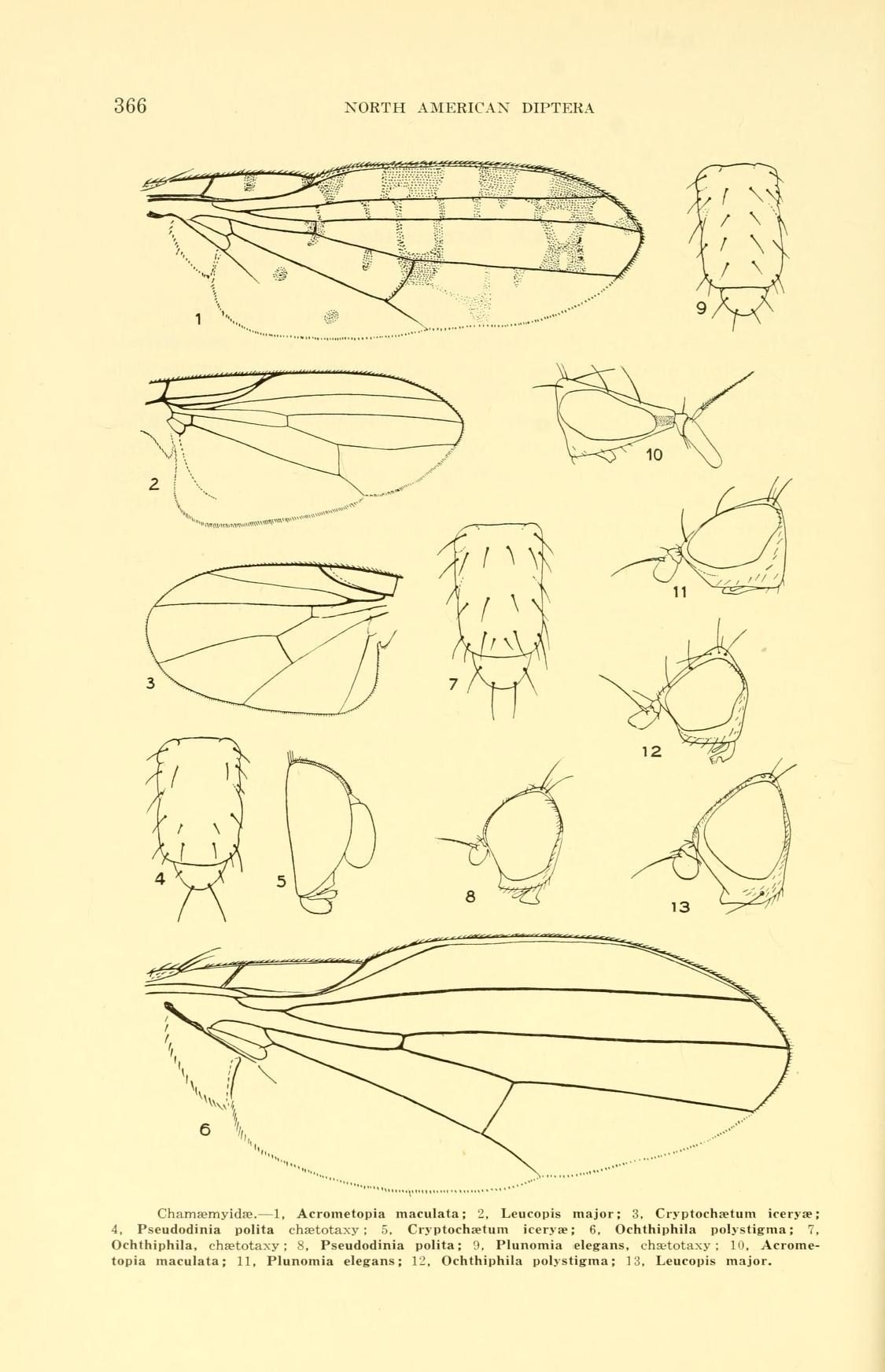
Szczegóły morfologiczne przedstawicieli rodziny

Muchówki o ciele długości od 1 do 6 mm, zwartym lub wydłużonym, zwykle srebrzystoszaro opylonym, rzadziej brązowym lub błyszcząco czarnym. Głowa może być różnego kształtu. Oczy złożone mogą być podługowato-owalne do prawie okrągłych, nagie do krótko owłosionych. Przyoczka mogą być umieszczone na wzgórku. Na czole obok głównych szczecin występują liczne, drobne szczecinki (setulae). Szczecinki pozaprzyoczkowe są zbieżne lub brak ich wcale. Płytka półksiężycowata bywa różnych rozmiarów, naga lub owłosiona. Wibrysów bark. Czułki są krótkie, wyjątkowo dwukrotnie dłuższe niż wysokie. Pierwszy człon biczyka jest zwykle owalny, a arista osadzona jest na nim przypodstawowo i może być naga lub krótko owłosiona. Narządy gębowe cechują się krótkim ryjkiem i głaszczkami.
Tułów charakteryzuje skutum (tył śródplecza) pozbawione włosków, za to zaopatrzone w liczne, gęsto rozmieszczone szczecinki. Często na skutum występują złotawe lub brązowe pasy. Na chetotaksję tułowia składają się: 1–5 szczecinek śródplecowych, komplet szczecinek zaszwowych lub 1 szczecinka przedszwowa, 1 szczecinka postpronotalna, 1 szczecinka nadskrzydłowa, 1 szczecinka zaskrzydłowa, 2 szczecinki przedskrzydłowe, 2 pary szczecinek tarczkowy. Szczecinki środkowe grzbietu przedtarczkowe występują w liczbie dwóch położonych przed lub brak ich wcale. Przedpiersie, a z wyjątkiem Cremifania także anepisternum są nagie. Katepisternum ma drobne i jedną większą szczecinkę, a proepisternum i proepimeron są pozbawione szczecinek. 
Skrzydła są przeciętnie szerokie, przezroczyste lub mleczno pobarwione, niekiedy z wzorem. Mają dobrze rozwinięte płaty analne i płatki skrzydłowe. Ich żyłka kostalna jest niezałamana i dochodzi do żyłki medialnej, z wyjątkiem rodzaju Lipoleucis, u którego zakończona jest wspólnie na żyłce radialnej R4+5. Żyłka radialna dochodzi do kompletnej i wolnej żyłki subkostalnej w pobliżu jej szczytu. Komórka posterokubitalna jest obecna, a komórkę bazymedialną z wyjątkiem rodzaju Melaleucopis oddziela od komórki dyskoidalnej żyłka poprzeczna bm-cu. Krótka pierwsza gałąź żyłki analnej nie dochodzi do krawędzi skrzydła.
Odwłok może mieć na tergitach parzyste kropki lub paski z brązowego lub czarnego opylenia. Przysadki odwłokowe u obu płci są dość dużych rozmiarów, u samicy owalnego kształtu. Narządy rozrodcze samca są symetryczne. U wszystkich rodzajów z wyjątkiem Cremifania edeagus ma postać zesklerotyzowanej mniej lub bardziej C-kształtnej rurki, a jego apodema złączona jest z hypandrium za pomocą wyrostka brzusznego. Narządy rozrodcze samicy są słabo zesklerotyzowane, teleskopowate, o wyodrębnionym epiprokcie i hipoprokcie, wyposażone w cztery, a u Cremifania trzy zbiorniki nasienne.

### Stadia rozwojowe
Jaja mają zarys jednolicie owalny lub na przednim końcu węższy. Ich chorion jest urzeźbiony. Mikropyle leżą we wgłębieniu na przedzie jaja.
Stosunkowo tęgie, pędrakowate larwy mają nieco grzbietobrzusznie spłaszczone ciało o zarysie z przodu spiczastym, a z tyłu dość tępo ściętym. Poszczególne jego segmenty są po stronie grzbietowej wyraźnie pierścieniowane. Ich ubarwienie jest żółtobrązowe do zielonkawego. Oskórek jest pomarszczony. Szkielet ich głowy charakteryzuje się prostej budowy sklerytem głowowo-gardzielowym oraz zespoleniem sklerytu podgardzielowego z tentorialno-gardzielowym i beleczką parastomalną.